# Rouleau paléo-hébraïque du Lévitique

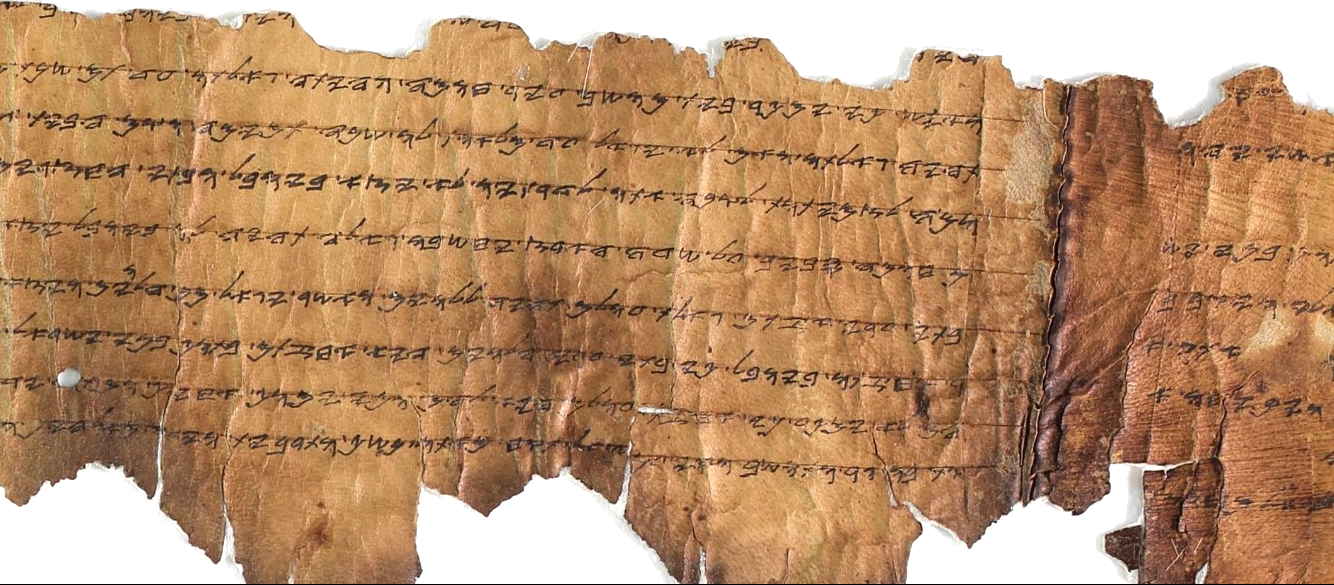
Le rouleau paléo-hébreu du Lévitique. Avec l'aimable autorisation de la Bibliothèque numérique des manuscrits de la mer Morte Leon Levy; IAA, photo: Shai Halevi

Le Rouleau paléo-hébraïque du Lévitique, également connu sous le nom de 11QpaleoLev, est un texte ancien conservé dans l'une des grottes du groupe de Qumran, et qui donne un rare aperçu de l'écriture utilisée autrefois par la nation d'Israël pour rédiger les rouleaux de la Torah au cours de son histoire pré-exilique. Les restes fragmentaires du rouleau de la Torah sont écrits en paléo-hébreu et ont été découverts dans la grotte n° 11 de Qumran, montrant une partie du Lévitique. On pense que le rouleau a été écrit par le scribe entre la fin du IIe siècle av. J.-C. et le début du Ier siècle av. J.-C., tandis que d'autres situent sa rédaction au Ier siècle de notre ère.
Le Rouleau du Lévitique paléo-hébraïque, bien que plusieurs siècles plus récent que les matériaux épigraphiques paléo-hébraïques antérieurs bien connus, tels que l'inscription de l'intendant royal de Siloam, Jérusalem (VIIIe siècle av. J.-C.), maintenant au Musée de l'Orient ancien, Istanbul, et l'inscription phénicienne sur le sarcophage du roi Eshmun-Azar à Sidon, datant du Ve – IVe siècle av. J.-C., l'ostraca de Lachish (ca. VIe siècle av. J.-C.), le Calendrier de Gezer (vers 950-918 avant J.-C.), et la bénédiction sacerdotale paléo-hébraïque découverte en 1979 près de l'église Saint-André de Jérusalem, n'est pas moins importante pour la paléographie,. - même si le manuscrit est fragmentaire et n'est que partiellement conservé sur du parchemin de cuir.
Aujourd'hui, le Rouleau du Lévitique paléo-hébraïque (11QpaleoLev) est conservé à l'Autorité des Antiquités d'Israël (IAA), mais n'est pas exposé au public.